# Glycera madagascariensis
Glycera madagascariensis är en ringmaskart som beskrevs av Böggemann och Fiege 200. Glycera madagascariensis ingår i släktet Glycera och familjen Glyceridae. Inga underarter finns listade i Catalogue of Life.